# Katarina Breznik
Katarina Breznik, slovenska alpska smučarka, * 19. maj 1977, Ljubljana.
Breznikova je osvojila srebrno medaljo v superveleslalomu in bronasti medalji v veleslalomu in kombinaciji na svetovnem mladinskem prvenstvu leta 1996 v Schwyzu. Na slovenskem državnem prvenstvu je v sezonah 1997/98 in 1999/00 osvojila naslov državne prvakinje v kombinaciji. V svetovnem pokalu je debitirala 21. novembra 1996 v Park Cityju, ko je odstopila v drugi vožnji veleslaloma. Svoj najboljši rezultat svetovnega pokala je dosegla 25. januarja 1997, ko je na superveleslalomu v Cortini d'Ampezzo zasedla 36. mesto. Zadnjič je nastopila v svetovnem pokalu 31. oktobra 1999, ko je v veleslalomu v Tignesu odstopila v drugi vožnji.